# Arroyo Cordobés
Der Arroyo Cordobés, auch Arroyo del Cordobés, ist ein Fluss im Osten Uruguays.
Der etwa 110 Kilometer lange Fluss entspringt in der Cuchilla Grande an einer Biegung der Nationalstraße 7, etwa 15 Kilometer nordöstlich der Stadt Cerro Chato bzw. einige Kilometer südwestlich Esperanzas.
Der Fluss fließt am Oberlauf in nordwestlicher, dann in nördlicher Richtung ab und bildet zugleich die Grenze der Departamentos Durazno – hier liegen alle linken Zuflüsse – und Cerro Largo – mit den rechten Zuflüssen.
Der Arroyo Cordobés fließt durch ein sehr dünn besiedeltes Gebiet, das überwiegend zur Rinderzucht genutzt wird. Im Mittel- und Unterlauf mäandriert der Fluss abschnittsweise. Der Mündungspunkt in den Río Negro befindet sich etwa 30 Kilometer nördlich der Stadt La Paloma. Wichtigster, der etwa 30 Nebenflüsse des Arroyo Cordobés ist der Arroyo Pablo Pérez.
Vom Mündungspunkt bei der Estancia Paso de las Piedras, etwa 10 Kilometer stromaufwärts schneidet die Nationalstraße 6 beim Kilometerstein 330 den Fluss.
→ siehe auch: Liste der Flüsse in Uruguay